# 盈江玉山竹
盈江玉山竹（学名：Yushania glandulosa）为禾本科玉山竹属下的一个种。

## 扩展阅读
- 維基物種上的相關：盈江玉山竹